# Saint-Aubin (Nord)
Saint-Aubin – miejscowość i gmina we Francji, w regionie Hauts-de-France, w departamencie Nord. Nazwa miejscowości pochodzi od imienia św. Albina.
Według danych na rok 1990 gminę zamieszkiwały 383 osoby, a gęstość zaludnienia wynosiła 38 osób/km² (wśród 1549 gmin regionu Nord-Pas-de-Calais Saint-Aubin plasuje się na 865. miejscu pod względem liczby ludności, natomiast pod względem powierzchni na miejscu 320.).